# Belial (band)
Belial var et finsk metalband, som blev dannet i 1991. Bandet blev kendt som et af de første til at spille en blanding af black og dødsmetal, som senere ville blive døbt "blackened death metal". Efter bandets oprindelige guitarist Jukka Valppu forlod dem ændrede de musikstil og begyndte at spille mere progressiv rock/punk-præget musik.

## Medlemmer
- Jarno Koskinen – vokal
- Jarno Anttila – vokal, guitar
- Jani Lehtosaari – vokal, guitar, bas
- Reima Kellokoski – vokal, trommer

### Tidligere medlemmer
- Jukka Valppu – guitar

## Diskografi

### Studiealbum
- 1993: Never Again
- 1995: 3

### Ep'er
- 1992: Wisdom of Darkness
- 1993: The Gods of the Pit pt. II (Paragon So Below)

### Demoer
- 1991: Unavngiven demo
- 1991: The Gods of the Pit

### Singler
- 1994: "Aftertaste"
- 1994: "Aftertaste 1 1/2"